# Abraham Vater
Pour les articles homonymes, voir Vater.
Abraham Vater (9 décembre 1684 – 18 novembre 1751) est un anatomiste allemand de Wittenberg.

## Biographie
Il obtient son doctorat en philosophie de l'Université de Wittenberg en 1706 et son diplôme de médecine de l'Université de Leipzig en 1710. Par la suite, il entreprend un voyage scientifique à travers l'Allemagne, la Hollande et l'Angleterre. A Amsterdam, il rencontre Frederik Ruysch (1638-1731) . Il obtient plus tard son habilitation à Wittenberg, devenant professeur associé en 1719, professeur titulaire d'anatomie en 1732 et professeur de thérapie en 1746.
Vater est surtout connu pour ses travaux en anatomie, mais il publie également des ouvrages dans les domaines de la chimie, de la botanique, de la Pharmacologie et de la gynécologie. Il est le premier à décrire l'ampoule hépatopancréatique, qui est la jonction du canal pancréatique et du canal cholédoque, et est maintenant appelée l'ampoule de Vater.
En 1719, Vater est le premier à remarquer des organes de forme ovale de couches concentriques de tissu conjonctif enroulées autour des terminaisons nerveuses de la peau. Ils ont entre 1 et 4 mm de long, et il appelle les structures papilles nerveuses. Apparemment, ses recherches ont été oubliées, car en 1831, elles sont redécouvertes par l'anatomiste Filippo Pacini (1812-1883) lors d'une dissection d'une main. Pacini est le premier à décrire leur fonctionnalité en tant que mécanorécepteurs sensibles aux vibrations et aux changements de pression, et ainsi les structures devaient devenir connues sous le nom de corpuscules de Pacini. Aujourd'hui, le terme « corpuscules de Vater-Pacini » est parfois utilisé pour créditer les découvertes des deux hommes . Ces organes sont l'un des nombreux types de mécanorécepteurs du corps, certains autres étant les corpuscules de Meissner (récepteurs tactiles et tactiles), les corpuscules de Ruffini (répondent à l'étirement et au couple de la peau) et les corpuscules de Krause.
Son nom est également associé au "pli de Vaters", défini comme un pli de la muqueuse du duodénum situé juste au-dessus de l'ampoule hépatopancréatique .

## Écrits
- Dissertatio anatomica quo novum bilis dicetilicum circa orifucum ductus choledochi ut et valvulosam colli vesicæ felleæ constructionem ad disceptandum proponit, 1720
- Das Blatter-Beltzen oder die Art und Weise, die Blattern durch künstliche Einpfropfung zu erwecken, 1721
- Catalogus plantarum inprimis exotiquearum horti academici Wittenbergensis, 1721–1724
- Catalogus Variorum Exoticorum Rarissimorum Maximam Partem Incognitorum ... quae in museo suo, brevi luci exponendo possidet Abraham Vater, 1726
- Diss., qua valor et suffisanta signorum infantem recens natum aut motuum aut vivum editum argumentium examinatur, 1735
- De calculis in locis inusitatis natis et per vias insolitas exclusis, 1741
- De instrumentoro ad determinadas lucis réfractiones, 1751